# Hyperythra decolor
Hyperythra decolor là một loài bướm đêm trong họ Geometridae.